# Lunakia alyssella
Lunakia alyssella is een vlinder uit de familie koolmotten (Plutellidae). De wetenschappelijke naam is voor het eerst geldig gepubliceerd in 1941 door Klimesch.
De soort komt voor in Europa.